# Tenerognathia visus
Tenerognathia visus is een pissebed uit de familie Gnathiidae. De wetenschappelijke naam van de soort is voor het eerst geldig gepubliceerd in 2005 door Katsuhiko Tanaka.